# Rosely Roth
Rosely Roth (geboren am 21. August 1959 in São Paulo; gestorben am 28. August 1990 ebenda) war eine brasilianische Aktivistin für die Rechte lesbischer Frauen. Durch ihr Engagement und ihren Aktivismus in den Jahren 1981 bis 1990 gilt sie als herausragende Pionierin der brasilianischen LGBTQ-Bewegung. Rosely Roth war maßgeblich daran beteiligt, dass der Kampf lesbischer Frauen für Gleichberechtigung an Sichtbarkeit in Brasilien gewann: Zum einen durch die von Roth mitinitiierte Besetzung der Ferro's Bar in der Innenstadt São Paulos am 19. August 1983 sowie durch einen Auftritt am 25. Mai 1985 in der brasilienweit ausgestrahlten Talkshow Programa da Hebe des Senders TV Bandeirantes.
Seit mindestens 2003 wird der 19. August, also der Tag an dem die Ferro's Bar durch lesbische Aktivistinnen besetzt worden war, in Brasilien als nationaler Gedenktag des lesbischen Stolzes (Dia do Orgulho Lésbico) begangen, und damit verbunden auch Rosely Roth und ihrem Kampf für die Rechte lesbischer Frauen gedacht.

## Leben

### Jugend und Ausbildung in São Paulo
Rosely Roth wurde im Jahr 1959 als eine von zwei Töchtern einer jüdischen Familie der gut situierten Mittelklasse in São Paulo geboren. Roths Vater, Estévão (István) Roth (1927–1991) war Nachfahre ungarischer Juden, ihre Mutter Maria Schwartz Roth (1935–1972) war Nachfahrin bessarabischer Juden, die Mutter verstarb noch in Roths Kindheit an Krebs. Rosely Roth besuchte zunächst die von aus Europa geflohenen jüdischen Kommunisten gegründete jüdische Grundschule Scholem Alechem im Stadtteil Bom Retiro (1965 bis 1972). Die Schule galt pädagogisch als sehr liberal und progressiv, sie stellte im damaligen Kontext der autoritären Militärdiktatur Brasiliens einen Freiraum in São Paulo dar. Anschließend besuchte Roth 1973 für ein Jahr das Colégio Hebraico Brasileiro Renascença, dann die Escola Vocacional Luís Antônio Machado. Von 1975 bis 1977 besuchte sie das Colégio Equipe, wo sie auch ihre Schulausbildung abschloss. Das Colégio Equipe war eine nicht-jüdische Einrichtung mit einem liberalen und progressiven Ruf. Das Colégio soll deshalb unter scharfer Beobachtung der Militärdiktatur gestanden haben, das Kollegium mit staatlichen Repressionen zu kämpfen gehabt haben.
Nach ihrer schulischen Ausbildung wechselte Roth zur Katholischen Universität von São Paulo, wo sie bis 1981 Philosophie studierte. Dem schloss sie später, 1985/86, eine Postgraduation in Anthropologie an, wobei sie dabei ihren Schwerpunkt auf weibliche Sexualität und Homosexualität legte. In der Abschlussarbeit ihrer Postgraduation befasste sich Roth thematisch mit den Lebenserfahrungen lesbischer Frauen in São Paulo, die Arbeit trägt den Titel "Vivências Lésbicas - Investigação acerca das vivências e dos estilos de vida das mulheres lésbicas a partir da análise dos bares freqüentados predominante por elas" (zu Deutsch "Lesbische Lebensweisen - eine Untersuchung der Lebenserfahrungen und Stile lesbischer Frauen anhand einer Untersuchung der von ihnen hauptsächlich besuchten Bars") sowie "Mulheres e Sexualidades" (zu Deutsch "Frauen und Sexualitäten").

### Engagement für die Rechte lesbischer Frauen und Gründung der GALF
Bereits im Rahmen ihres ersten Studiums, also ab 1981, begann Roth sich denn auch aktivistisch zu betätigen und für die Rechte lesbischer Frauen zu kämpfen. Kurzzeitig war sie Mitglied der Grupo Lésbico Feminista (bestehend 1979 bis 1990) und SOS Mulher (bestehend von 1980 bis 1993). Bedingt durch die homophobe Ausgrenzung seitens der brasilianischen Frauenbewegung, aber auch der männlichen Dominanz in der Homosexuellenbewegung und der dort mangelnden Beachtung lesbischer Themen gründete sie noch 1981 gemeinsam mit Miriam Martinho die Grupo Ação Lésbica-Feminista (Gruppe der lesbisch-feministischen Aktion, kurz GALF) in São Paulo. Den Zusatz „lesbisch-feministisch“ wählten die Gründerinnen bewusst, um auf die doppelte Diskriminierung lesbischer Frauen hinzuweisen. In der Gruppe fanden sich vor allem Studentinnen der Geisteswissenschaften der verschiedenen Universitäten São Paulos zusammen.
Roth war neben ihrer Mitstreiterin und Freundin Martinho federführend bei der GALF aktiv, sie organisierte Debatten und politische Gespräche sowohl mit Aktivisten anderer sozialer Bewegungen, wie auch beispielsweise mit parlamentarischen Abgeordneten. Die GALF veröffentlichte eine etwa vierteljährlich erscheinende Zeitschrift namens ChanacomChana, die sich ausschließlich an lesbische Frauen in Brasilien richtete. Inhaltlich bestand die Zeitschrift vor allem aus langen Artikeln über lesbisch-feministische Veranstaltungen, thematisierte die Ziele und Agenda der lesbisch-feministischen Bewegung, beschrieb Lebenserfahrungen und Sexualität lesbischer Frauen, und thematisierte die Gesetzgebung der Rechte lesbischer Frauen. ChanacomChana war zu dem Zeitpunkt die einzige lesbische Zeitschrift Brasiliens und verbreitete sich — obwohl wegen der „sittenwidrigen“ Inhalte illegal und nur in kleiner Auflage (200 bis 500 Stück) gedruckt — auch außerhalb der lesbischen Kreise São Paulos in ganz Brasilien. Zwischen 1982 und 1987 erschienen 12 reguläre Ausgaben der Zeitschrift, wobei der Großteil der Artikel von Martinho und Roth stammte.

### Besetzung der Ferro's Bar 1983
Ab 1967 trafen sich viele lesbischen Frauen São Paulos, darunter auch später die Aktivistinnen der GALF, in Ferro's Bar in der Rua Martinho Prado 119 im Stadtteil Bixiga, im Zentrum São Paulos. Die seit 1961 bestehende Bar war seit längerem Treffpunkt eines alternativen Publikums, vor dem Militärputsch sollen dort regelmäßig kommunistische Treffen stattgefunden haben. Obwohl der Wirt und seine Angestellten den sich dort zusammenfindenden Lesben nicht wohlgesonnen waren, trafen sich diese mindestens wöchentlich in dem Lokal, wobei es regelmäßig zu Auseinandersetzungen zwischen dem Wirt und den Aktivistinnen kam.
In der Nacht des 23. Juli 1983 entzündete sich der Konflikt erneut, da der Türsteher sowie der Wirt des Ferro's den Aktivistinnen, sprich Stammkundinnen, den Zutritt zur Bar verweigerte. Der Wirt begründete dies damit, dass er den Verkauf ihrer Zeitschrift ChanacomChana unterbinden wolle, und rief die Polizei dazu. Die herbeigerufenen Polizisten entschieden sich jedoch entgegen den Erwartungen des Wirtes nicht nur ihn, sondern auch die Frauen anzuhören, und entschieden anschließend dem Wirt auf die für alle geltenden Rechte hinzuweisen, sodass dieser nachgab und den Frauen den Zutritt gewährte, und die Polizei den Ort verließ. Die Aktivistinnen hatten sich ihren Rechten beschränkt gesehen, da der Verkauf von kleinen Waren und Zeitschriften im Allgemeinen in Lokalen und Restaurants in São Paulo gang und gäbe war. Ihrer Ansicht nach stand es dem Wirt nicht zu den Verkauf der Zeitschrift zu verbieten, und wiederum damit die Verweigerung des Zutritts zu begründen. Die Aktivistinnen, angeführt von Rosely Roth, entschieden sich am gleichen Abend den Vorfall zum Anlass für eine Demonstration zu nutzen und planten die Bar besetzen zu wollen, um damit dem Kampf und politischen Forderungen der Lesben Kampf Aufmerksamkeit zu verschaffen.
Die GALF und mit ihr Rosely Roth organisierten ihren Protest am 19. August 1983 vor der Ferro's Bar. Die Frauen hatten für den Protest zahlreiche Mitstreiter zusammengerufen, darunter befreundete Künstler, Aktivisten der Schwulenbewegung, Anwälte der Anwaltskammer, bekannte Intellektuelle sowie drei Vertreter der Politik, namentlich Ruth Escobar (PMDB), Stadträtin Irede Cardoso (PT) und den Bundesabgeordneten Eduardo Suplicy (PT). Zahlreiche Medien berichteten über den Protest. Im Zuge des Protests gelang es den Aktivistinnen den Wirt von ihrem Anliegen zu überzeugen, der sie darauf gewähren und eintreten ließ, sowie anschließend bei ihnen um Entschuldigung bat. Nach dem erkämpften Zutritt soll Roth auf einen Tisch gestiegen sein und gerufen haben: „Ele só voltou atrás por causa da nossa força, da nossa união. A democracia nesse bar depende de nós.", zu Deutsch "Er ist nur aufgrund unser Kraft, unserer Einheit zurückgewichen. Die Demokratie in dieser Bar hängt von uns ab“.
Die Besetzung der Ferro's Bar, auf Portugiesisch häufig als „Levante do Ferro's Bar“ (Der Ferro's-Bar-Aufstand) genannt, war der erste lesbische Protest Brasiliens und damit historisch und wegweisend im Kampf für die Rechte lesbischer Frauen in Brasilien. Die mediale Berichterstattung über das Ereignis, darunter eine ausführliche und dem Anliegen wohlwollend gesonnene Reportage in der Folha de São Paulo (mit dem Titel „A noite em que as lésbicas invadidram seu próprio bar“, zu Deutsch „Die Nacht, in der die Lesben in ihre eigene Bar besetzen“) verschaffte dem Anliegen der demonstrierenden Frauen erstmals große Sichtbarkeit in São Paulo und darüber hinaus. Obwohl in seiner Form des Protestes deutlich kleiner, kürzer und gewaltfrei, wird die Besetzung der Ferro's Bar aufgrund ihrer historischen Bedeutung für die brasilianischen LGBTQ-Bewegung gelegentlich als das „brasilianische Stonewall“ bzw. das „brasilianische lesbische Stonewall“ bezeichnet. Die Ferro's Bar blieb nach der erfolgreichen Besatzung weiterhin Stammlokal der Aktivistinnen, der Wirt soll die Zeitschrift der GALF zudem mit kleinen Anzeigen finanziell unterstützt haben.
Seit 2003 begeht die brasilianische LGBTQ-Gemeinschaft den 19. August als nationalen Gedenktag des lesbischen Stolzes (Dia do Orgulho Lésbico). Im Juni 2008 offizialisierte die Legislativversammlung des Bundesstaates São Paulo den Gedenktag.

### Auftritt in der Talkshow Programa da Hebe 1985
Durch die Berichterstattung im Zuge des Protests gewannen Roth und die GALF zunehmend an Bekanntheit. Hebe Camargo, prominente Gastgeberin der Sendung Programa da Hebe des Senders TV Bandeirantes, lud Rosely Roth in ihre am 25. Mai 1985 live ausgestrahlte Talkshow ein, die sich mit dem Thema „weibliche Homosexualität“ befasste. Neben Roth waren drei weitere Teilnehmer zur Diskussion eingeladen: ein Psychotherapeut namens Ronaldo Pamplona da Costa, die Schauspielerin Marília Gabriela, sowie eine Frau namens Maria Amélia, beruflich als Beamtin im öffentlichen Dienst tätig und Mutter einer sich kurz zuvor als lesbisch geouteten Tochter. Roths Auftreten in der Sendung wirkte Quellen zufolge „ruhig“ und ihr Einsatz für die Rechte lesbischer Frauen in Brasilien „überzeugend“. Wortwörtlich sagte sie in der Sendung, die brasilienweit ausgestrahlt wurde: „Wir sind zwar einige wenige, aber es gibt uns. Die Unterdrückung, die wir erleiden müssen, die Verfolgung durch die Polizei, das ist das, worunter wir leiden.“ Sowie: „Wir versuchen, Frauen von Schuld, Scham und den Konzepten zu befreien, die unserem Leben schaden und es behindern – es ist nicht unsere Sexualität, sondern die Unterdrückung, unter der wir leiden.“
Die Sendung gilt als historisch in Brasilien, das Thema der Rechte lesbischer Frauen gewann besonders große Sichtbarkeit und damit einhergehende Berichterstattung im gesamten Land. Roth hatte auch die Postadresse ihrer lesbisch-feministischen Initiative in der Sendung genannt, die dadurch zahlreiche Mitstreiterinnen, größere Bekanntheit und ihre Zeitschrift an Leserinnen gewann. Des Weiteren soll Roths Auftritt auch ein Anstoß zur Gründung neuer lesbischer Initiativen im Land gewesen sein. Für zahlreiche junge Brasilianerinnen wurde dank der Sendung das Thema des Lesbischseins erstmals sichtbar und besprechbar gemacht, auch dank der in der Sendung mitdiskutierenden Mutter, die mit ihren Äußerungen besonders realitätsnah die Position einer typischen, konservativen brasilianischen Mutter repräsentiert haben soll.
Obwohl das brasilianische Militärregime sich Mitte der achtziger Jahre schon in einer Phase der „politischen Öffnung“ befand und sich damit seinem Ende näherte, sorgte die Sendung für Konflikte zwischen dem Sender und der staatlichen Zensurbehörde. Dráusio Dornelles Coelho als Leiter der staatlichen Zensurbehörde in São Paulo drohte dem Sender bzw. den Verantwortlichen der Talkshow wegen „Verleitung und Anstiftung zur Homosexualität“, falls keine Maßnahmen ergriffen würden. Laut Berichten soll dieser gedroht haben zukünftige Ausgaben der Sendung nicht mehr live ausstrahlen zu lassen, sondern eine Aufzeichnung mit anschließender notwendiger Genehmigung der Zensurbehörde anzuordnen. Zahlreiche Medien thematisierten den Konflikt zwischen Sender und Zensurbehörde, die Verantwortlichen der Talkshow sollen trotz des staatlichen Drucks nicht nachgegeben und die Behörden ihre Drohung nicht umgesetzt haben.
Ein Jahr später, am 20. April 1986, war Roth erneut Gast bei Programa da Hebe und nutzte die Möglichkeit wiederum für die GALF und ihre Zeitschrift ChanacomChana zu werben.
Mit dem Ende des Militärregimes in Brasilien begannen staatliche und gesellschaftliche Akteure im Land die Verfassung des Landes überarbeiten bzw. zu erneuern. Im Zuge dessen engagierte sich auch Rosely Roth, die gemeinsam mit anderen Mitstreiterinnen Vorschläge für die verfassungsgebende Versammlung erarbeitete. Dies resultierte im 1987 vorgebrachten gesetzlichen Vorschlag zum Recht auf freien Ausdruck der eigenen Sexualität.

### Tod
Durch beide Ereignisse, sowohl die von Rosely Roth begleitete Besetzung der Ferro's Bar 1983, wie auch ihr Auftritt in der Talkshow von Hebe Camargo 1985, war sie entscheidend daran beteiligt, dem Kampf für die Rechte lesbischer Frauen in Brasilien Sichtbarkeit zu verschaffen. Sie selbst galt damit als eine, wenn nicht gar die bekannteste lesbische Frau Brasiliens der Zeit. In der Früjahrs-Ausgabe der lesbischen Zeitschrift Um Outro Olhar 1990 beschrieb ihre Mitstreiterin und GALF-Mitgründerin Miriam Martin, wie Rosely Roth damals wahrgenommen wurde:

“Embora publicamente reconhecida como lésbicca, nunca foi objeto de qualquer abordam agressiva da parte de populares ou de outras pessoas que a conheciam. Pelo contrário, quem a via nas ruas, trazia palavras de admiração e encorajamento. Por incrível que pareça, os únicos senões a sua atuação vieram de algumas poucas lésbicas, desacostumadas a encarar a própria vivência com a naturalidade devida.”

„Obwohl sie sich öffentlich als lesbisch zu erkennen gab, war sie nie Ziel aggressiver Anfeindungen seitens der Bevölkerung oder anderer Personen, die sie kannten. Im Gegenteil: Wer sie auf der Straße sah, brachte ihr Worte der Bewunderung und Ermutigung entgegen. So unglaublich es auch klingen mag, die einzigen Beschwerden über ihren Auftritt kamen von einigen Lesben, die es nicht gewohnt sind ihren eigenen Erfahrungen mit der gebotenen Natürlichkeit zu begegnen.“

In den letzten Jahren ihres Lebens soll Rosely Roth schwere emotionale Krisen durchlebt haben. Am 28. August 1990 beendete Roth ihr Leben im Alter von 31 Jahren durch Suizid.
Bis heute wird am 19. August, dem nationalen Gedenktag des lesbischen Stolzes (Dia do Orgulho Lésbico), nicht an die Besetzung der Ferro's Bar erinnert, sondern auch Rosely Roth persönlich geehrt und ihres Kampfes für die Rechte lesbischer Frauen in Brasilien gedacht.